# Буковський Сергій Анатолійович
Сергій Анатолійович Буковський (нар. 18 липня 1960, Октябрьський, Башкирія) — український кінорежисер, актор, автор багатьох документальних фільмів. Заслужений діяч мистецтв України (1996). Лауреат Національної премії України імені Тараса Шевченка (2004). Лауреат премії імені Василя Стуса (2023). Народний артист України (2008). Представник критичної школи української документалістики.

## Біографія
Народився 1960 року у Башкирії. Того ж року його батьки — кінорежисер Анатолій Буковський та актриса Ніна Антонова — переїздять до Києва.
Навчався режисурі на кінофакультеті Київського державного інституту театрального мистецтва ім. Карпенка-Карого (майстерня Володимира Небери).
Понад десять років працював на Українській студії хронікально-документальних фільмів.
У 1995–1998 роки очолював відділ телевізійних та документальних фільмів компанії «Internews Network Ukraine».
Є членом Комітету з Національної премії України імені Тараса Шевченка (з грудня 2016).
Протягом своєї 35-річної кінокар'єри Буковський зробив близько 40 фільмів. Зараз працює як незалежний режисер, викладає в Українському Католицькому Університеті (Львів, Україна). У 2014 році створив Майстерню документального кіно Сергія Буковського для молодих кінематографістів 1984 року Сергій зіграв головну роль у батьковій стрічці «Володьчине життя».

## Фільмографія
За чверть століття роботи в кіно Сергій Буковський зняв близько півсотні документальних та ігрових кіно- та телефільмів.
До робіт Сергія Буковського, зокрема, належать:
- 1987 — «Завтра свято»
- 1988 — «А нічка темна була...»
- 1989 — «Сон» (документальний фільм)|
- 1989 — «Дах»
- 1992 — «Дислокація»
- 1992 — «Знак тире»
- 1993 — «Пейзаж. Портрет. Натюрморт»
- 1995 — «На Берлін!»
- 1996 — «Десять років відчуження»
- 1999 — «Міст»
- 2000 — «Вілен Калюта. Реальне світло»
- 2001 — «Terra Vermelha. Червона Земля»
- 2003 — «Війна. Український рахунок»
- 2006 — «Назви своє ім'я»
- 2007 — «Усі повинні померти»
- 2008 — «Живі»
- 2011 — «Україна. Точка відліку»
- 2016 — «Головна роль»
- 2019 — «В. Сильвестров»

Його роботи відзначені нагородами престижних міжнародних кінофестивалів.
Так, документальний 9-серійний телефільм «Війна. Український рахунок» (2003) — Національна премія України імені Тараса Шевченка 2004 року.
Великий успіх мала і остання стрічка режисера «Назви своє ім'я» (2006) — про історію Єврейського Голокосту в Україні.
Фільм «Живі» (англ. Living) (2008) здобув Гран-прі Міжнародного північно-південного медіафоруму в Женеві. Історико-документальна картина поєднала дві сюжетні лінії. Перша — це свідчення майже трьох десятків свідків Голодомору. Друга лінія розповідає історію британського журналіста Гарета Джонса, випускника Кембриджського університету та радника колишнього прем'єр-міністра Сполученого Королівства Дейвіда Ллойда Джорджа. Він готував для світової громадськості справжні факти про масштаби Великого голоду, за що його було депортовано до Москви енкаведистами.
Прем'єра картини відбулася у листопаді 2008 року в Україні та була присвячена Дню пам'яті жертв Голодомору 1932—1933 років. У Європі фільм представили весною 2009 року, під час Фестивалю українського кіно в місті Кельні. Тоді ж стрічку Сергія Буковського репрезентували на європейському кіноринку в рамках фестивалю «Берлінале-2009».
У липні 2009 року картину було нагороджено спеціальним призом у номінації «Документальне кіно» VI Міжнародного кінофестивалю «Золота абрикоса», що відбувався у столиці Вірменії Єревані.
Члени знімальної групи документальної стрічки «Живі» були відзначені на державному рівні Президентом України Віктором Ющенком. Сергій Буковський отримав звання народного артиста України, а оператор-постановник Володимир Кукоренчук і звукорежисер Ігор Барба — звання заслужених діячів мистецтв України. Буковський також продюсер документальних телефільмів «Десять років відчуження» (1996), «Ніка, котра…», «Невідоме кіно», «Порода» (всі — 1998). Протягом 1982—1995 років знімав документальне кіно на студії «Укркінохроніка». 1995 — 98 років керував Департаментом документальних проектів в «Інтерньюз-Україна». 1999 року був виконавчим продюсером телекомпанії ММЦ-СТБ. Від 1998 практикував як викладач у КНУТКіТ імені І. К. Карпенка-Карого.
| Також світ документалістики Сергія Буковського різноманітний і своєрідний. Кожен фільм — це знак, одначе їхня символічність базується на реальних фактах, які ретельно підібрано, глибоко осмислено й ґрунтовно підтверджено не завжди доступними для пересічного глядача матеріалами. Зокрема, останнє більше стосується саме трьох фільмів, які розповідають нам про великі трагедії українського народу. Вони викликали багато відгуків та рецензій у газетах та журналах, численні інтерв'ю з кінорежисером, увагу знаменитостей, причетних до кінематографа, представників влади та звичайних глядачів, яким пощастило переглянути ці шедеври. |
Важливим фільмом у доробку режисера є ще одна частина української трилогії — фільм «Живі» 2008 року. Історико-документальна картина поєднала дві сюжетні лінії. Перша — це свідчення майже трьох десятків свідків Голодомору. Друга лінія розповідає історію британського журналіста Гарета Джонса, випускника Кембриджського університету та радника колишнього прем'єр-міністра Великої Британії. Він готував для світової громадськості справжні факти про масштаби Великого голоду, за що його було депортовано до Москви енкаведистами. Вдало вплітаються в тло кінострічки документальні матеріали з листів та щоденників журналіста Ґарета Джонса, який першим у Європі заговорив про українську трагедію, опубліковавши прес-реліз після повернення з «мандрівки» Україною.
Кінострічку сформовано на основі безлічі архівів: польських, італійських, російських. Було використано матеріали з нещодавно виданої книги «Листи з Харкова», яку укладав Андреа Ґраціозі. Ще на етапі створення концепції знімальна група використала поради Оксани Пахльовської.

## Нагороди
Премія Телетріумф в номінації «Режисер» (2003)
11 вересня 2021 року нагороджений Орденом «За заслуги» III ступеня.
«Золота дзиґа» в номінації Найкращий документальний фільм (2017).